# Мамологія
Мамологія (лат. mamma — молочна залоза і лат. logos — наука), мастологія, сенологія — область сучасної медицини, що спеціалізується на захворюваннях молочної залози.

## Походження терміну
Термін означає «наука про жіночі груди» і походить від французького «le sein = лоно». Французи, у свою чергу, сходять до латинського «sinus», що означає криву, відомого з графіків синусів і косинусів у математиці, які нагадують форму грудей.

## Завдання науки
Вона займається діагностикою та лікуванням доброякісних і злоякісних захворювань молочної залози.

## Історія
Історія Європейської медицини пов'язана із Стародавньою Грецією та ім'ям Гіппократа. Він описав жінку з карциномою молочної залози, що проявляється кров'янистими виділеннями із соска. Перший зареєстрований випадок оперативного лікування раку молочної залози належить грецькому лікарю Леонідісу (I століття н.е.). У трактаті римлянина (I століття н.е.) Авреліуса Корнеліуса Цельса виявлено перший клінічний опис раку. Цельс виділяв 4 клінічні стадії: злоякісна (проста або рання), карцинома без виразки, виразковий рак і виразковий рак з подібними квітками розростаннями, що кровоточать.
Лікар Клавдій Гален описував рак молочної залози, як пухлину з венами, що роздулися, подібними за формою на ноги краба. Ряд скульптурних і образотворчих творів зображує жінок, у яких є ті чи інші захворювання молочних залоз. Наприклад, скульптурна група Мікеланджело Буонарроті "День і ніч". Героїня, що позує для «Ночі» мала, мабуть, рак лівої молочної залози з бугристою, пухлиноподібною поверхнею та втягненням соска. У наш час рак молочної залози посідає перше місце за поширеністю та смертністю серед онкологічних захворювань у жінок. У всьому світі, функціонують клініки жіночого здоров'я з мамографічними кабінетами; існують міжнародні програми та громадські організації з боротьби з раком молочної залози.

## Методи дослідження молочних залоз
До методів дослідження молочних залоз можна віднести:
1. Клінічний огляд;
2. Рентгенологічне обстеження (в тому числі мамографія);
3. Ультразвукове дослідження або УЗД з використанням доплерографії та радіальної протоковою соноеластрографією;
4. Інтервеціонні лікувально — дагностичні втручання з використанням діагностичних зображень;
5. МРТ.

## Рожевий жовтень
Щороку у Франції виявляють майже 59 000 нових випадків раку молочної залози. Він є найпоширенішим видом раку серед жінок. Незважаючи на те, що це все ще основна причина смертності від раку серед жінок, досягнення медицини, раннє обстеження та інформаційні кампанії, такі як «Рожевий жовтень», допомогли значно підвищити рівень виживаності пацієнтів.
Започаткована у Франції в 1994 році, «Рожевий жовтень» проходить з 1 по 31 жовтня кожного року. Символом кампанії є рожева стрічка- символ, який використовується в усьому світі. Стрічка походить зі Сполучених Штатів і символізує боротьбу жінок проти раку молочної залози.

## Дивитись також
- Мамолог
- Мамографія
- Рак молочної залози